# Beth Brown

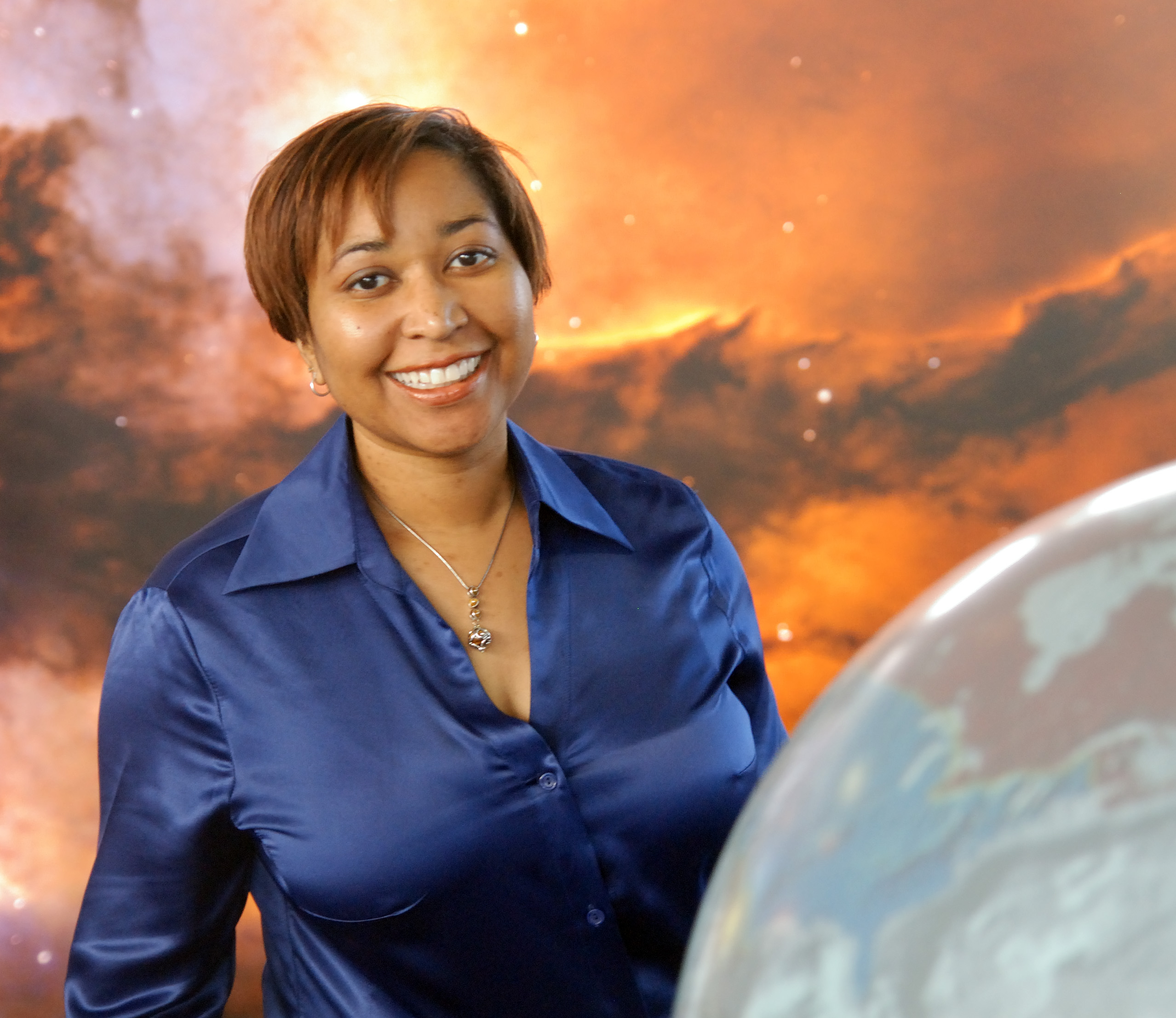
Beth Brown, 2008

Beth A. Brown (* 15. Juli 1969 in Roanoke, Virginia, Vereinigte Staaten; † 5. Oktober 2008) war eine US-amerikanische Astrophysikerin. Sie spezialisierte sich auf die Untersuchung der Röntgenemission elliptischer Galaxien und promovierte als erste Afroamerikanerin in Astronomie.

## Leben und Werk
Brown war die Tochter von Frances Brown und Robert W. Brown. Als Jahrgangsbeste der William Fleming High School 1987 studierte sie an der Howard University. Aufgrund der Nähe zum Goddard Space Flight Center der NASA absolvierte Brown zwei Sommerpraktika, bei denen sie relevante Forschungserfahrung sammelte. Ihre Kurzsichtigkeit und ihre Abneigung gegen beengte Räume erlaubten es ihr nicht Astronautin zu werden. 1991 schloss sie ihr Studium an der Howard University mit einem Bachelor of Science in Astrophysik mit summa cum laude ab. Sie schrieb sich anschließend für das Doktorandenprogramm in Astronomie an der University of Michigan (UM) ein. Neben ihrem Studium nahm Brown an zahlreichen Bildungs- und Lehrtätigkeiten teil, verbrachte beispielsweise Zeit am Kitt Peak National Observatory in Arizona, entwickelte und leitete Kurse wie Amateur-Sternenbeobachtung und arbeitete in einem örtlichen Planetarium. Sie erlangte 1994 ihren Master of Science in Astronomie mit einem Schwerpunkt auf elliptischen Galaxien und blieb an der UM, um ihre Doktorarbeit über elliptische Galaxien abzuschließen. Am 20. Dezember 1998 promovierte sie als erste Afroamerikanerin bei Joel Norman Bregman mit der Dissertation: X-ray emission in early-type galaxies surveyed by ROSAT.
Nach ihrem Abschluss kehrte Brown als wissenschaftliche Mitarbeiterin an die National Academy of Sciences/den National Research Council der NASA nach Goddard zurück. Diese Forschungsstelle ermöglichte es ihr, ihre Forschung über die Röntgenstrahlung von Galaxien fortzusetzen und schließlich Astrophysikerin am National Space Science Data Center (NSSDC) von Goddard zu werden.
Als Astrophysikerin bei der NASA sammelte sie Daten über die Umgebung elliptischer Galaxien. Man geht davon aus, dass elliptische Galaxien aus der Verschmelzung zweier kleinerer Galaxien entstehen und in deren Zentrum sich vermutlich jeweils ein supermassereiches Schwarzes Loch befindet. Elliptische Galaxien leuchten auch im Röntgenbereich des elektromagnetischen Spektrums hell. Deshalb nutzte sie den Röntgensatelliten ROSAT und das Röntgenobservatorium Chandra der NASA, um auch über diese Galaxien Daten zu sammeln.
Sie vertrat die NASA in Fernsehinterviews, entwickelte eine Website zur Milchstraße und beteiligte sich am NASA Administrator's Fellowship Project (NAFP). Dank NAFP konnte sie an die Howard University zurückkehren, um dort einen Einführungskurs in die Astronomie zu unterrichten und zu entwickeln. 2001 wurde sie im Rahmen des NAFP zur Astrophysicist Fellow und zur Visiting Assistant Professor an der Howard University ernannt. Danach war sie stellvertretende Direktorin für Wissenschaftskommunikation und Hochschulbildung im Science and Exploration Directorate des NASA Goddard Space Flight Center. 2006 erhielt sie ein NASA Administrators Fellowship und war Gastdozentin an der Howard University.
Brown veröffentlichte mehrere Artikel über ihre Forschungen zu elliptischen Galaxien. Sie entwickelte Bildungs- und Outreach-Projekte für die NASA, einschließlich der Website zur multiwellenlängenbasierten Milchstraße. Sie war Vorstandsmitglied der American Society of Black Physicists und bei der NASA stellvertretende Direktorin für Wissenschaftskommunikation und Hochschulbildung in deren Science and Exploration Directorate. Viele Jahre lang engagierte sie sich in der National Conference of Black Physics Students (NCBPS).
Brown starb unerwartet am 5. Oktober 2008 im Alter von 39 Jahren an einer Lungenembolie.

## Ehrungen (Auswahl)
- 2012 benannte die William Fleming High School ihre Aula für Naturwissenschaften und Ingenieurwesen nach Brown
- Beth Brown Memorial Award, AAS
- Die Dr. Beth A. Brown Foundation wurde unter anderem zu dem Zweck gegründet, Abiturienten Stipendien zu gewähren, die ein College oder eine Universität besuchen und Physik oder Astronomie als Hauptfach studieren möchten.

## Veröffentlichungen (Auswahl)
- mit J. N. Bregman: Emission Mechanisms in X-Ray Faint Galaxies. The Astrophysical Journal, 2001, S. 547, 154.
- mit J. N. Bregman: Emission Mechanisms in X-Ray Faint Elliptical Galaxies Brown. Bulletin of the American Astronomical Society, 2000, S. 195.
- X-Ray Emission in Early-Type Galaxies Surveyed. 1998, Ph.D. Thesis, University of Michigan
- mit J. N. Bregman: X-Ray Emission from Early-Type Galaxies:  A Complete Sample Observed by ROSAT. The Astrophysical Journal, 1998, S. 495.
- mit J. N. Bregman: The Environmental Role in Observed X-Ray Emission from Early-Type Galaxies. Bulletin of the American Astronomical Society, 1998, S. 191.
- mit G. M. MacAlpine, S. S. Lawrence: Spectroscopy of Argo-Knots in the Crab Nebula. Bulletin of the American Astronomical Society, 1998, S. 182.
- mit G. M. NacAlpine, S. S. Lawrence et al.: Extraordinary Line-Emitting Knots in the Crab Nebula. The Astrophysical Journal, 1994. S. 432.